# Sean O'Mara
Sean O'Mara (Indianapolis, 5 settembre 1995) è un cestista statunitense.